# Paulo Emmanuel
Paulo Emmanuel Cartunista, caricaturista, artista plástico, designer e jornalista brasileiro. Nascido em Manaus em 1964 e  criado no Pará. Se assume  cartunista paraense com 32 anos de profissão. É chargista político, foi editor da revista de humor denominada PH-PARAZÃOHEBDO ( ainda na rede).
Atualmente é Diretor de Cultura do Instituto Paulo Fonteles de Direitos Humanos
Participou dos mais importantes salões de humor que acontecem no país e no mundo desde 1986. Dentre eles estão os Internacionais de Piracicaba, Piauí, Porto Alegre, Recife, Salão Internacional de Humor Contra a Aids (SP), Rio de Janeiro, Portugal, Itália, França, Japão, Alemanha, Rússia, Irã, Macedônia, Bienal de Humor de Natal (RN),Volta Redonda(RJ),entre outros.

## Premiações
Prêmios:   1º lugar (Caricatura) Salão Internacional de humor de Franca ( SP) -2012 ,1º lugar (Cartum) na I Bienal de Humor de Natal -1997- 1º lugar (Quadrinhos) – Salão de Humor Univates (RS) - 2002 -2º lugar (Cartum) Salão Internacional de humor de Franca ( SP) -2012- 3º lugar (Histórias em Quadrinhos) Salão Carioca de Humor – 1998 - 2º lugar ( Cartum) Salão de Humor de Canindé (CE) – 1989
Menção Honrosa – XII Salão Internacional do  Portocartoon – Portugal  – 2010/2012- Salão Internacional de Humor da Amazônia – 2009 - Salão Internacional de Humor de Manaus - 2014.
Como modelador  realizou “Oficina de modelagem em biscuit” em Recife, Aracaju, Piracicaba ( SP), Belém e tem trabalhos de esculturas nas exposições no Brasil, Portugal, Sérvia e França.

## Exposições
- I Salão de Humor Ri Guamá-Pará
- Coletânea de Humor Nossaterra (PA)
- Salão Internacional de humor de Piracicaba
- Salão Internacional de Humor e Quadrinhos de Recife
- Autor de HQ Premiada no Rio de Janeiro, Volta redonda, Universitário de Piracicaba e Univates (RS).
- HQ Festival 2003 - 1º Festival de Quadrinhos de Sergipe